# Paracorymbia benjamini
Paracorymbia benjamini là một loài bọ cánh cứng trong họ Cerambycidae.